# Solveig Horne
Solveig Horne, née le 12 janvier 1969 à Haugesund, est une femme politique norvégienne.

## Biographie
Avant d'entrer en politique, elle est travaille en tant que gestionnaire d'aliments frais en magasin.
Peu après son entrée au gouvernement en tant que ministre, elle est accusée d'avoir des idées anti-gay, liée à un tweet de 2010 dans lequel elle demande : « Est-il ok que les écoles maternelles lisent des contes de fées gays aux jeunes enfants ? » (norvégien : Er det helt greit at barnehagene leser homoeventyr for små barn?). Le tweet est une réponse à l'information selon laquelle le gouvernement norvégien soutient la production et la distribution d'un manuel incluant des contes de fées des personnages à la sexualité diverse pour les enfants entre deux et quatre ans.
Elle annonce que, contrairement à ses prédécesseurs, la protection de la famille sera sa priorité, se battant pour faire baisser le taux de divorce dans le pays. Dans ce sens, elle pense à mettre en place une soirée par semaine pour que les parents, pendant quelques heures, redeviennent de « simples amoureux ».